# Rosalía Ávalos
Rosalía Ávalos Alva es una antropóloga peruana, de la primera generación de estudiantes del Instituto de Etnología de la Universidad Nacional Mayor de San Marcos.

## Biografía

### Vida personal
Entabló una amistad muy estrecha con el antropólogo Luis E. Valcárcel, quien fue su profesor durante su formación de pregrado. Su relación se fortaleció con el paso de los años a medida que participaron de distintos proyectos juntos y compartieron diversos espacios.
Entre los numerosos alumnos que he tenido en mi prolongada carrera docente hay algunos a quienes recuerdo con especial cariño, a Jorge C. Muelle y José María Arguedas, ya desaparecidos, y a José Matos Mar y Rosalía Avalos. Con todos ellos establecí vínculos muy cercanos de colaboración y mutua lealtad (Valcárcel, 1981, p. 384)
De igual forma, fue amiga cercana de la historiadora María Rostworowski, a quien conoció en 1963. 
Otra entrañable amiga que me ha apoyado a lo largo de todos estos años es Rosalía Ávalos, a ella le debo mucho estimulo (Rostworowski, 1988).

### Pionera de la Antropología peruana
Ingresó a la Facultad de Letras de la Universidad Nacional Mayor de San Marcos (UNMSM) y estudió la carrera de Antropología, conocida en ese entonces como Etnología. Así, integró la primera generación de estudiantes de Antropología de dicha universidad. 
Tuvo la oportunidad de pertenecer a los equipos de trabajo de los proyectos pioneros de la antropología peruana. Participó del Proyecto Virú (1946-1967), proyecto del Instituto de Etnología realizado en colaboración con el Instituto Smithsoniano de Washington, cuando aún era estudiante junto a sus compañeros de estudio Humberto Ghersi, Mario Vázquez, José Matos Mar, entre otros. También participó del Proyecto Comunidad de Sicaya (1947) en el Valle del Mantaro, el cual fue resultado de la colaboración entre el Instituto de Etnología, el Instituto Smithsoniano y el Viking Fund – ahora llamado Wenner Gren Foundation for Anthropological Research-.
Rosalía también fue parte del equipo de investigación del Proyecto Comunidad de Tupe (1948-1953) junto a otras alumnas como Carmen Delgado, Rebeca Sotelo, entre otros. Este proyecto fue el primer gran proyecto emprendido por el Instituto de Etnología y fue dirigido por José Matos Mar. En el marco de este proyecto, realizó su tesis de bachiller "El ciclo vital de la comunidad de Tupe" en 1951.
Como investigadora del Instituto de Etnología, codirigió el proyecto Comunidad Isla Taquile (1950-1952) junto a José Matos Mar, el cual contó con el concurso financiero de la Facultad de Letras de la UNMSM y del Instituto Francés de Estudios Andinos (IFEA). Asimismo, dirigen el proyecto Lanca de Otao (1951) en la provincia de Huarochirí, el proyecto Comunidad de Laraos y el proyecto Comunidad Huantán – estos últimos en la provincia de Yauyos -. Estos proyectos contaron con el financiamento del Wenner Gren Foundation for Anthropological Research, la Facultad de Letras de la UNMSM y el Museo Nacional de la Cultura Peruana. Otra investigación que ambos lideraron fue el proyecto Carampona en la provincia de Huarochirí.

### Participación en eventos académicos
Rosalía fue ponente en la serie de conferencias "Elementos culturales de los pescadores del Lago Titicaca", organizada por el Instituto de Estudios Etnológicos del Museo Nacional de la Cultura Peruana en diciembre de 1950. El 21 de diciembre, brindó la conferencia Organización en la Isla Taquile. Años más tarde, fue Secretaria Ejecutiva de la Mesa Redonda de Ciencias Antropológicas, realizado el martes 7 de enero de 1958 en la UNMSM.
Fue parte del Comité Organizador del XXXIX Congreso Internacional de Americanistas (2 - 9 de agosto de 1970) junto a María Rostworowski, José Matos Mar, Fernando Fuenzalida, Luis E. Valcárcel, Stefano Varese, entre otros notables intelectuales. En la Primera Sesión Plenaria para asuntos organizativos, fue elegida Secretaria General de la Comisión Editora de las Actas y Memorias de dicho evento, comisión que integró junto a Rogger Ravines.

### Educadora
En 1955, junto a Augusto Salazar Bondy, fundó el colegio Alejandro Deústua y fue elegida como directora, ocupándose de la sección de mujeres. En el discurso que dio en la inauguración del colegio, Rosalía expresó su preocupación por el desarrollo de la educación, en especial de las mujeres, y sus sentires respecto al lugar de estas en la sociedad.
La tarea y el camino a recorrer en la educación peruana son difíciles, pues hay mucho que hacer para alcanzar los verdaderos ideales del grupo que representamos y en el campo de la educación femenina los problemas son quizás más agudos. La mujer va conquistando lentamente el puesto que le corresponde en la nueva sociedad que se gesta (citado en Rojas, 2019)

### Vida política
Militó en el Movimiento Social Progresista (1956-1962), partido de centro izquierda que abogaba por el socialismo democrático. Integró la Comisión Electoral de dicho partido y llegó a postular para ser diputada.

### Fundación del Instituto de Estudios Peruanos (IEP)
Junto a intelectuales como María Rostworowski, José Matos Mar, Luis E. Valcárcel, José María Arguedas, Augusto y Sebastián Salazar Bondy, Aníbal Quijano, John Murra y Arturo Escobar fundó el Instituto de Estudios Peruanos (IEP) el 7 de febrero de 1964 – el centro de investigación en ciencias sociales más antiguo del Perú-.

### Dirección del Museo Nacional de la Cultura Peruana
Rosalía asumió la dirección del Museo Nacional de la Cultura Peruana en 1966, aunque fue nombrada oficialmente como tal el año siguiente. Ostentó el cargo de directora hasta 1992, año de su retiro – cumpliendo así 43 años de servicio al Estado-. 
La salida de Rosalía Ávalos marcó el fin de la estrecha relación entre el museo y la disciplina antropológica (Yllia, 2016, p 256)

## Obras

### Tesis
Ávalos, Rosalía (1951). El ciclo vital de la comunidad de Tupe (tesis de bachiller). Lima: Universidad Nacional Mayor de San Marcos.

### Libros
- Ávalos, Rosalía; Ravines, Rogger (1988). Atlas etnolingüístico del Perú. Instituto Andino de Artes Populares del Convenio Andrés Bello, Comisión Nacional del Perú.
- Rosalía Ávalos y Rogger Ravines, ed. (1972). Actas, documentos y memorias. Volumen 1 de Actas y Memorias del XXXIX Congreso Internacional de Americanistas. Lima: Instituto de Estudios Peruanos.
- Rosalía Ávalos y Rogger Ravines, ed. (1972). El proceso de urbanización en América desde sus orígenes hasta nuestros día. Volumen 2 de Actas y Memorias del XXXIX Congreso Internacional de Americanistas. Lima: Instituto de Estudios Peruanos.
- Rosalía Ávalos y Rogger Ravines, ed. (1972). Proceso y cultura en la sierra central del Perú. Volumen 3 de Actas y Memorias del XXXIX Congreso Internacional de Americanistas. Lima: Instituto de Estudios Peruanos.
- Rosalía Ávalos y Rogger Ravines, ed. (1973). Historia, etnohistoria y etnología de la selva sudamericana. Volumen 4 de Actas y Memorias del XXXIX Congreso Internacional de Americanistas. Lima: Instituto de Estudios Peruanos.
- Rosalía Ávalos y Rogger Ravines, ed. (1975). Lingüística e indigenismo moderno de América (trabajos presentados al XXXIX Congreso Internacional de Americanistas). Volumen 5 de Actas y Memorias del XXXIX Congreso Internacional de Americanistas. Lima: Instituto de Estudios Peruanos.

### Artículos
- Ávalos, Rosalía (1951). «Changements culturels dans les îles du lac Titicaca». Travaux de L'Institut français d'études andines 3: 40–50.
- Ávalos, Rosalía (1951). «L'organisation sociale dans l'île de Taquile». Travaux de L'Institut français d'études andines 3: 74-87.
- Ávalos, Rosalía (1951). «El ciclo vital en la comunidad de Tupe». Separata en la Revista del Museo Nacional, Nº XXI (Publicación No. 5): 107–183.
- Ávalos, Rosalía (1955). «Declaración conjunta de los directores de los colegios Deustua: Dres. Augusto Salazar Bondy y Rosalía Avalos de Matos». El Bancario. Año IX (20): 10-11.
- Ávalos, Rosalía (1973). «La defensa del patrimonio cultural y la investigación». Revista del Museo Nacional (39): 7-9.
- Ávalos, Rosalía; Ravines, Rogger (1974). «Las antigüedades peruanas y su protección legal». Revista del Museo Nacional (40): 459-470.
- Ávalos, Rosalía; Ravines, Rogger; Bonavia, Ducci (1974). «Bio-bibliografía de Jorge C. Muelle». Revista del Museo Nacional (40): 363-458.
- Ávalos, Rosalía (1976). «Pedro Eduardo Villar Córdova (1901-1976)». Revista del Museo Nacional (42): 367-371.
- Ávalos, Rosalía; Matos, Alejandro; Matos, José (1984). «Lima de 1700 vista por de la Bardinais Le Gentil, viajero francés del siglo XVIII». Boletín de Lima (36): 295-304.
- Ávalos, Rosalía (1997). «Patrones culturales tradicionales en los Andes centrales». Boletín de Lima (107-110): 40-46.
- Ávalos, Rosalía (2011(1971)). «Investigación y patrimonio cultural». Boletín de Lima (167): 43-46.

### Traducciones
- Kauffman, Federico (1957). «Las ruinas de Chopijirca (Ancash)».  (Rosalía Ávalos, trad.). Revista del Museo Nacional (39).
- Bourricaud, François (1967). Cambios en Puno (Rosalía Ávalos, trad.). Lima: Instituto de Estudios Peruanos.
- Bourricaud, François; Bravo, Jorge; Favre, Henri; Piel, Jean (1969). La oligarquía en el Perú (Rosalía Ávalos, trad.). Lima: Instituto de Estudios Peruanos.
- Tschopik, Harry (1968). Magia en Chucuito: los aymara del Perú (Rosalía Ávalos, trad.). Lima: Instituto de Estudios Peruanos.
- Delerm, Philippe (2001). «La siesta asesinada y otros textos».  (Rosalía Ávalos, trad.). Hueso Húmero (39).